# Buchtienia
Buchtienia es un género de orquídeas de hábito terrestre. Tiene cuatro especies. Es originaria del sudoeste de Sudamérica, presentes en Ecuador, Bolivia, Brasil hasta Paraguay.
Fue descrita por Schlechter en Repertorium Specierum Novarum Regni Vegetabilis 27: 33, en 1929. La especie tipo  es Buchtienia boliviensis Schltr.. El nombre del género es un homenaje a Otto Buchtien, director del Museo Nacional de Bolivia.
Componen este género tres especies muy robustas, son muy similares, con más de un metro de altura, de hábito terrestre, que recuerda mucho a las plantas del género Skeptrostachys.  Son naturales de suroeste de Amazonia en Ecuador, Bolivia, Perú y Brasil, donde se encuentran desde 700 hasta 1400 metros, en los bosques tropicales húmedos.

## Descripción
Tienen raíces carnosas, cilíndricas, pubescentes, con hasta cinco hojas basales, pecíoladas, formando una roseta. La inflorescencia es alargada, con la mayor  densidad de flores en el tercio superior.  Sus flores, muy abiertas, son de color verde o rosa con pétalos estrechos erectos, junto con sépalo dorsal y un labelo trilobado, la es columna alargada con una gran  cavidad estigmática  y un carnoso ovario.
Según Dariusz Szlachetko, las tres especies descritas no son más que una variedad de Buchtienia boliviensis Schlechter. 

## Especies
| - Buchtienia boliviensis Schltr. - Buchtienia ecuadorensis Garay - Buchtienia rosea Garay |